# Simmons Airlines
Simmons Airlines war eine amerikanische Fluggesellschaft. Ab 1985 führte Simmons Airlines bis zu ihrer Auflösung im Jahr 1998 Flüge für American Eagle durch, der Regionalmarke von American Airlines. Am 15. Mai 1998 ging die Fluggesellschaft in der American Eagle Airlines auf (heute Envoy Air).

## Geschichte

### Gründung und erste Jahre
Simmons Airlines begann ihren Betrieb im Jahr 1978 auf der Strecke von Marquette (Michigan) nach Lansing mit einer Piper PA-31. In den 1980er-Jahren wurde der Betrieb zu verschiedenen Zielen in Michigan erweitert. So flogen sie nun nach Chicago und Detroit. Die Flotte wurde ebenfalls erweitert und enthielt Embraer EMB 110, Short 360 und NAMC YS-11.
Der Betrieb unter dem Namen Republic Airlines begann am 28. April 1985. Am 1. Oktober 1985 wurden auch die Flüge für American Eagle aufgenommen, für die Simmons Airlines ab Chicago flog.

### AMR Corporation

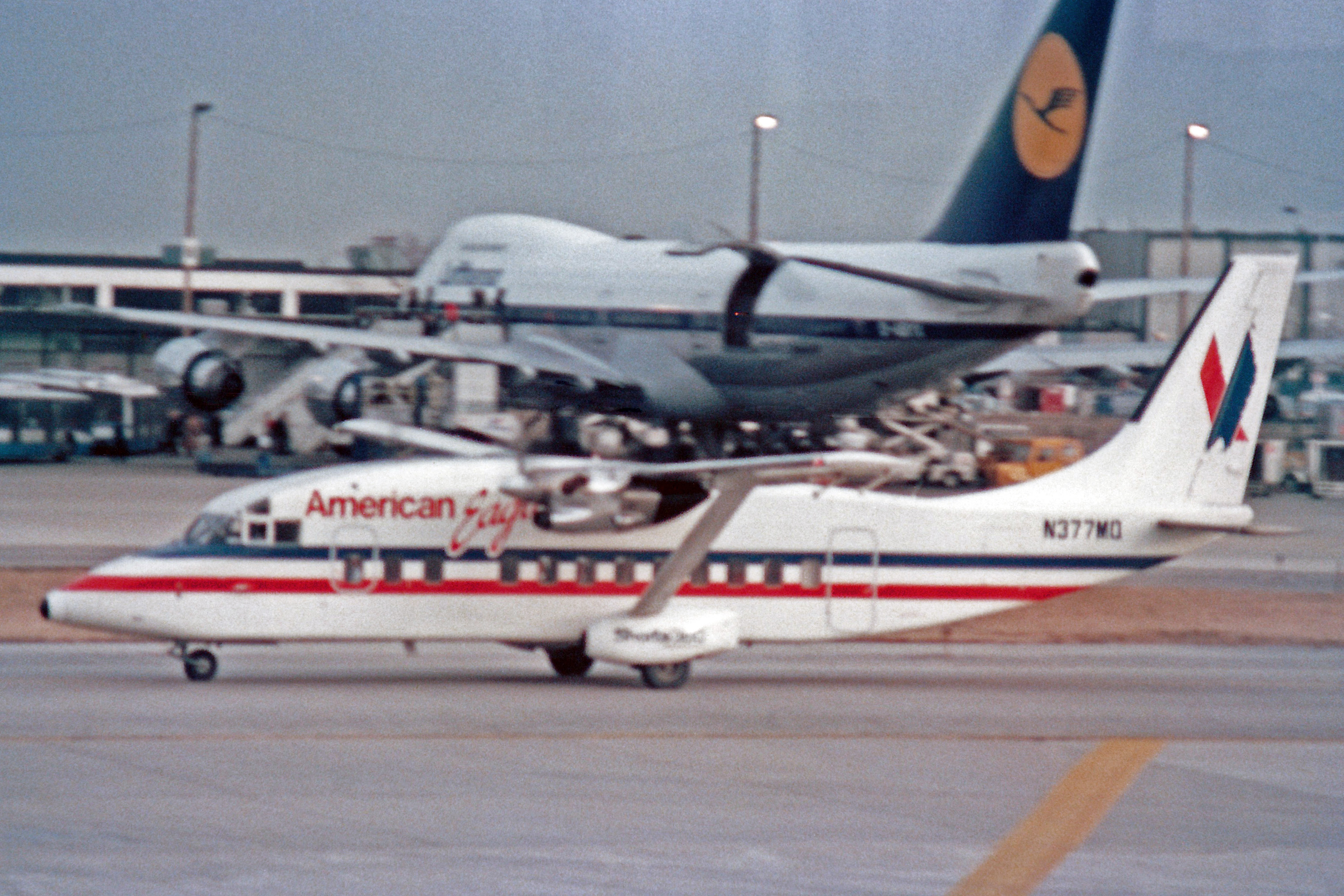
Flugzeug der Simmons Airlines in American-Eagle-Bemalung

Simmons Airlines wurde am 1. August 1987 von der AMR Corporation aufgekauft. Kurz darauf wurden die Flüge für Northwest Airlink (Regionalfluggesellschaft der Northwest Airlines) eingestellt.
Am 28. Mai 1993 kaufte das Unternehmen einige Vermögenswerte der Holding Metro Airlines Leasing der Metro Airlines.
Im Jahr 1998 fusionierten einige Regionalfluggesellschaften der AMR Corporation. Dies waren neben Simmons Airlines auch Wings West Airlines und Flagship Airlines, die alle unter der Marke American Eagle flogen. Am 15. Mai 1998 fusionierte Simmons Airlines mit Flagship Airlines zur American Eagle Airlines (heute Envoy Air). Die fusionierte Gesellschaft übernahm den IATA-Code MQ von Simmons Airlines.

## Zwischenfälle
- Am 31. Oktober 1994 geriet eine ATR 72 (Luftfahrzeugkennzeichen N401AM) auf dem American-Eagle-Flug 4184, der von Simmons Airlines durchgeführt wurde, außer Kontrolle und stürzte ab. Sie befand sich auf dem Weg vom Indianapolis International Airport, Indiana, nach Chicago O’Hare International Airport, Illinois. Grund war die Vereisung der hinteren Tragflächenbereiche, wo sich konstruktionsbedingt keine Heizmatten des Enteisungssystems befanden. Alle 68 Personen an Bord, darunter vier Besatzungsmitglieder, kamen ums Leben. Es war der erste Absturz einer ATR 72-200.[2]